# 中山峠 (福島県)
中山峠（なかやまとうげ）は、福島県郡山市と同県耶麻郡猪苗代町の間にある峠。
国道49号および鉄道（磐越西線）が通過しているほか、近くには磐越自動車道も通過している。なお、同県南会津郡にも同名の峠がある。

## 地理
沼上山の南麓を通る峠であるが、北側にある鞍手山の北麓を通る峠である楊枝峠（ようじとうげ）も中山峠と称されることがある。両峠とも中央分水界であり、水は東の郡山市側は阿武隈川水系で太平洋に注ぎ、西の猪苗代町側は猪苗代湖を経由する阿賀野川水系で日本海に注ぐ。また、沼上山の南麓には安積疏水が通る。

## 道路

### 二本松街道（楊枝峠）
江戸時代、陸奥国の会津若松と二本松を結んでいた二本松街道が楊枝峠（標高691 m）を経由している。峠付近には、蒲生氏の時代（1597年（慶長2年）に楊枝峠を含む区間が拓かれたとされる）に当街道の役務などのために設けられた楊枝集落があったが、磐越自動車道の経路となったため閉村となった。付近には一里塚（楊枝一里塚）跡の碑のほか、集落の跡地には石碑が建っている。

### 国道49号
二本松街道などは前述のとおり、古くは現在の峠の北側を通る楊枝峠を経由していた。しかし、自動車交通の時代になり交通に難渋したため南側に新しい道を開削した。これが現在旧道と言われている道路で、拓かれたのは1885年（明治18年）のこととされる。
この道は長い期間にわたり国道として利用され、会津地方や磐梯高原への主要なルートとなっていたが、特に磐越自動車道が未開通だった頃は行楽シーズンを中心に慢性的な渋滞が発生していたほか、冬期間は路面凍結によるスリップの危険があった。このため1989年（平成元年）、中山トンネルの供用など道路改良および経路の変更がなされた。

#### 旧道
郡山市熱海町中山で分岐した現道と、中山トンネル（後述）手前で2度交差する。2度目の交差後は北方に400 mほど進んだところで大きく西方向にカーブし、中山峠（標高525 m）を経て、猪苗代町山潟田子沼にて現道に合流する。なお、旧道は現道が開通したあともしばらく使用されていたが、のちに山頂付近は廃道となった。
この道はつづら折れを含むカーブが連続していたが、1967年（昭和42年）度に国道49号の第一次改良にともなう中山局部改良事業が行われており、2.8 kmの区間が改良されている。

#### 現道
峠部分にトンネルを建設するなど、旧道を付け替えることにより抜本的な改良がなされた道路である。
線形の改良および冬期間の円滑な交通に寄与するための道路改良事業が1986年（昭和61年）から行われ、1989年（平成元年）に中山トンネルを含む現在のルートが完成した。トンネルの猪苗代側入口付近には、トンネル内の照明・換気・融雪設備に使用する電力をまかなうための風力発電設備が設けられている。この施設の周囲は風の広場と称され、駐車場とトイレが設けられるなど憩いの場ともなっている。なお、広場は17時から翌朝8時までの間と、12月から3月の間は使用することができない。
中山トンネル
延長500 m。郡山市側の出口の標高は500 m、猪苗代町側の出口の標高は520 m となっている。

### 磐越自動車道
中央分水界を通過するのは、国道や磐越西線などが経由する中山峠の北側、鞍手山の中腹をつらぬく鞍手山トンネルであり、二本松街道の楊枝峠に比較的近い。なお、新中山トンネルは、鞍手山トンネルの東、中山集落（中山宿駅のある地区）の北方にある。

## 鉄道
JR東日本磐越西線は、中山宿駅と上戸駅の間で中山峠を経由する。また、峠の上戸駅寄りには沼上信号場があり、中山宿駅寄りでは国道49号と並走している。
沼上トンネル
峠付近は沼上トンネル（北緯37度28分50.3秒 東経140度11分50.9秒 / 北緯37.480639度 東経140.197472度）で通過している。延長は935 mであり、下り列車に対して23.8 ‰の登り勾配となっている。また、トンネル内ではS字カーブを描いている。
1967年（昭和42年）に、磐越西線の電化により同トンネルは新トンネルに付け替えられたが、旧トンネル（1899年（明治32年）開通。延長は約900 m。）も隣に現存している。

## 水路
1879年の安積疏水開通時には、猪苗代湖の水は開けた水路で中山峠西方まで通じ、そこから沼上隧道で峠を越え五百川に滝として流れ落ちていた。1899年には滝を導水管に変えて沼上発電所ができ、2010年現在も電力を供給している。1962年には古くなった水路の代わりに、猪苗代湖から全線水路トンネルで水を沼上発電所上まで導く近代化が完成し、また田子沼集落付近から新安積疏水が分水され、全線水路トンネルで南方の大沢集落近くまで水は導かれる。